# 和田通興
和田 通興（わだ みちおき）は、戦国時代の武将。河野氏の家臣。和田通俊の孫。伊予国岩伽羅城（いわがら）主。
河野氏の家臣団内での抗争に関わっていたことが判明しており、小手滝城主・戒能通運に討ち取られた剣山城主である黒川通俊の子・通堯は通運を恨んでいた。その後、通堯は大除城主・大野利直と共同で通運を攻めたが、通興は通運を援助したため、通堯の攻城は失敗に終わった。
天文23年（1554年）に勢力を拡大した通興は主君・河野通宣に従わなくなったため、通宣は棚居城主・平岡房実に通興討伐を命じ、岩伽羅城を攻撃させた。岩伽羅城は落城し、通興は山ノ内へ逃げたがそこで自害して果てた。このことは村上吉継（来島氏の家臣）が高野山へ送った書状にも記載されている（高野山上蔵院文書）。
後に一族とされる和田通勝が召し出され、通宣によって岩伽羅城を与えられている。